# Kalamashaka

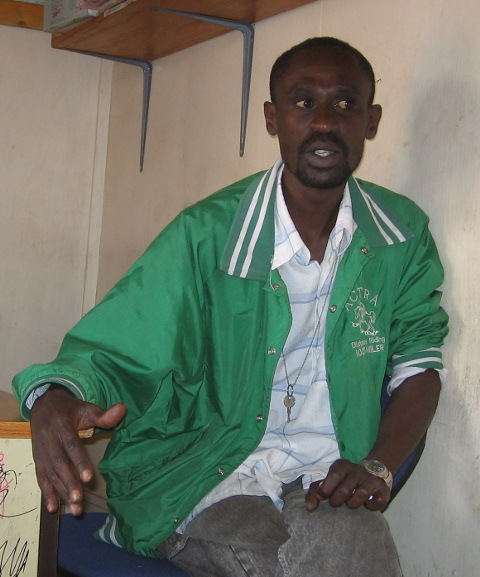
Ein Teil der Band: Robert Matumbai Joni (2008)

Kalamashaka (alias K-Shaka) war eine kenianische Hip-Hop-Gruppe. Kalamashaka gilt als Pionier des kenianischen Hip-Hops.

## Geschichte
Die Gruppe besteht aus den Musikern Kamau Ngigi, Robert Matumbai Joni und John Vigeti. Sie begannen im Jahr 1995, gemeinsam Hip-Hop zu machen. Ihr erster Bühnenname war 3D (für "Three from Dandora"; Dandora ist ein östlicher Vorort von Nairobi, in den die drei Musiker lebten.)
Ihren ersten Song als Kalamashaka nahmen sie 1997 auf. Er wurde von Ted Josiah produziert. Der Name setzt sich aus „Kala“ (Suaheli für „Essen/gegessen“) und „Mashaka“ (Ärger).zusammen. Mit dem Lied Tafsiri Hii wurden Kalamashaka 1998 bekannt. Sie machten Hip-Hop in Kisuaheli, der am weitesten verbreiteten Verkehrssprache Ostafrikas, und in Sheng. Ihre Musik hat Sheng zur Verbreitung verholfen.
Ihr Album Ni Wakati wurde 2001 veröffentlicht. Neben Tafsiri Hii gehört das 2002 in Schweden von Ken Ring produzierte Lied Fanya Mambo zu ihren Erfolgen. Sie traten u. a. in Nigeria, Südafrika, Schweden, Norwegen und den Niederlanden auf.
Später ging die Gruppe getrennte Wege. Robert Matumbai Joni (Roba) entwickelte eine Alkoholsucht, Kamau Ngigi (Kama) zog in die USA und Vigetti wurde verhaftet. Er veröffentlichte 2016 das Album Vigetti, das aber nicht erfolgreich war.

## Diskografie
- Ni Wakati (Album, 2001)